# Peckhamia argentinensis
Espèce
Peckhamia argentinensis est une espèce d'araignées aranéomorphes de la famille des Salticidae.

## Distribution
Cette espèce est endémique de la province de Misiones en Argentine,. Elle se rencontre dans le parc national d'Iguazú.

## Description
Le mâle holotype mesure 3,60 mm.

## Systématique et taxinomie
Cette espèce a été décrite par Galiano en 1986.

## Étymologie
Son nom d'espèce, composé de argentin[a] et du suffixe latin -ensis, « qui vit dans, qui habite », lui a été donné en référence au lieu de sa découverte, l'Argentine.

## Publication originale
- Galiano, 1986 : « Salticidae (Araneae) formiciformes. XVI. Especies nuevas o poco conocidas de Simprulla, Fluda, Descanso y Peckhamia. » Physis, Revista de la Sociedad Argentina de Ciencias Naturales, sér. C, vol. 44, no 107, p. 129-139.